# Cavalier, North Dakota
Cavalier är administrativ huvudort i Pembina County i North Dakota. Huvudorten flyttades 1911 från Pembina till Cavalier. Orten har fått sitt namn efter postmästaren C.T. Cavalier. Enligt 2020 års folkräkning hade Cavalier 1 246 invånare.